# 京都府道569号東雲停車場線
京都府道569号東雲停車場線（きょうとふどう569ごう しののめていしゃじょうせん）は、京都府舞鶴市を通る一般府道である。

## 概要
舞鶴市字水間から舞鶴市字丸田に至る。

### 路線データ
- 起点：舞鶴市字水間（京都丹後鉄道宮舞線 東雲駅前）
- 終点：舞鶴市字丸田（丸田東交差点、国道178号交点）

## 路線状況

### 重複区間
- 京都府道571号西神崎上東線（舞鶴市字水間・東雲駅前交差点 - 舞鶴市字中山）

### 道路施設

#### 橋梁
- 八雲橋（由良川、舞鶴市）

## 地理

### 通過する自治体
- 舞鶴市

### 交差する道路
| 交差する道路                           | 交差する場所 | 交差する場所        |
| -------------------------------------- | ------------ | ------------------- |
| 京都府道571号西神崎上東線 重複区間起点 | 字水間       | 東雲駅前交差点      |
| 京都府道571号西神崎上東線 重複区間終点 | 字中山       |                     |
| 国道178号                              | 字丸田       | 丸田東交差点 / 終点 |

### 沿線
- 京都丹後鉄道宮舞線 東雲駅
- 舞鶴市立由良川中学校
- 由良川